# Verein für Rasensport OLI Bürstadt 1910 1980-1981
Questa voce raccoglie le informazioni riguardanti il Verein für Rasensport OLI Bürstadt 1910 nelle competizioni ufficiali della stagione 1980-1981.

## Stagione
Nella stagione 1980-1981 il VfR Burstadt, allenato da Lothar Kleim, concluse il campionato di 2. Bundesliga al 13º posto. In Coppa di Germania il VfR Burstadt fu eliminato al secondo turno dal Darmstadt.

## Rosa
| N. |                                 | Ruolo | Calciatore       |
| -- | ------------------------------- | ----- | ---------------- |
|    | Germania (bandiera)             | P     | Norbert Sauer    |
|    | Germania (bandiera)             | P     | Jürgen Stars     |
|    | Germania (bandiera)             | D     | Ludwig Brenner   |
|    | Germania (bandiera)             | D     | Otto Frey        |
|    | Germania (bandiera)             | D     | Reinhard Grimm   |
|    | Germania (bandiera)             | D     | Franz Ludwig     |
|    | Germania (bandiera)             | D     | Willi Reuter     |
|    | Germania (bandiera)             | D     | Michael Vetter   |
|    | Germania (bandiera)             | C     | Manfred Allig    |
|    | Bosnia ed Erzegovina (bandiera) | C     | Radomir Dubovina |
|    | Germania (bandiera)             | C     | Karl-Heinz Humm  |

| N. |                     | Ruolo | Calciatore        |
| -- | ------------------- | ----- | ----------------- |
|    | Germania (bandiera) | C     | Eugen Hupp        |
|    | Germania (bandiera) | C     | Udo Lasch         |
|    | Germania (bandiera) | C     | Georg Müllner     |
|    | Germania (bandiera) | C     | Guido Stetter     |
|    | Germania (bandiera) | A     | Hans-Otto Jordan  |
|    | Germania (bandiera) | A     | Rudi Kappes       |
|    | Germania (bandiera) | A     | Gerhard Rohatsch  |
|    | Germania (bandiera) | A     | Horst Schauß      |
|    | Germania (bandiera) | A     | Erich Schmiedl    |
|    | Germania (bandiera) | A     | Karl-Heinz Walter |

## Organigramma societario
Area tecnica
- Allenatore: Lothar Kleim
- Allenatore in seconda:
- Preparatore dei portieri:
- Preparatori atletici:

## Calciomercato

### Sessione estiva
| Acquisti | Acquisti      | Acquisti          | Acquisti |
| R.       | Nome          | da                | Modalità |
| -------- | ------------- | ----------------- | -------- |
| C        | Georg Müllner | Eintracht Treviri |          |
| P        | Jürgen Stars  | Amburgo           |          |

| Cessioni | Cessioni    | Cessioni           | Cessioni |
| R.       | Nome        | a                  | Modalità |
| -------- | ----------- | ------------------ | -------- |
| D        | Peter Löhr  | Fortuna Düsseldorf |          |
| D        | Hermann Luy | FSV Francoforte    |          |

### Sessione invernale
| Acquisti | Acquisti         | Acquisti          | Acquisti |
| R.       | Nome             | da                | Modalità |
| -------- | ---------------- | ----------------- | -------- |
| C        | Radomir Dubovina | FK Rudar          |          |
| C        | Udo Lasch        | Kickers Offenbach |          |

| Cessioni | Cessioni | Cessioni | Cessioni |
| R.       | Nome     | a        | Modalità |
| -------- | -------- | -------- | -------- |

## Risultati

### 2. Bundesliga

#### Girone di andata
| Arbitro: | Eli |

|  |           |                        |
|  | Marcatori | 10’ Walter 90’ Müllner |

| Arbitro: | Binninger |

|                                     |           |              |
| Walter 15’ Stetter 24’ Rohatsch 73’ | Marcatori | 10’ Subklewe |

| Arbitro: | Werner |

|                |           |                        |
| Zahnleiter 77’ | Marcatori | 22’ Walter 88’ Stetter |

| Arbitro: | Matheis |

|  |           |          |
|  | Marcatori | 72’ Wohl |

| Arbitro: | Dellwing |

|                                                        |           |  |
| Neumann 13’ (rig.), 38’, 56’ Best 83’ Grimm 90’ (aut.) | Marcatori |  |

| Arbitro: | Schumann |

|          |           |                |
| Hupp 52’ | Marcatori | 2’ Tochtermann |

| Arbitro: | Wohlfarth |

|                                     |           |  |
| Ludwig 19’, 42’ Hampl 37’ Horch 88’ | Marcatori |  |

| Arbitro: | Dahler |

|                         |           |  |
| Müllner 48’, 55’ (rig.) | Marcatori |  |

| Arbitro: | Glaw |

|                      |           |            |
| Schäfer 38’ Rupp 73’ | Marcatori | 77’ Schauß |

| Arbitro: | Luca |

|              |           |            |
| Hupp 7’, 80’ | Marcatori | 15’ Lüders |

| Neunkirchen 10 ottobre 1980 11ª giornata | Borussia Neunkirchen | 0 – 0 referto | VfR Bürstadt | Ellenfeldstadion (1 500 spett.)\| Arbitro: \| Hontheim \| |
| Arbitro:                                 | Hontheim             |               |              |                                                           |

| Arbitro: | Linn |

|  |           |           |
|  | Marcatori | 61’ Makan |

| Arbitro: | Ermer |

|                                   |           |                          |
| Müllner 29’ Löhr 32’ Rohatsch 41’ | Marcatori | 6’ Dollmann 45’ Buchwald |

| Arbitro: | Vielsack |

|                                              |           |            |
| Fischl 12’ Basic 24’ Hartmann 67’ Gerber 89’ | Marcatori | 44’ Vetter |

| Arbitro: | Michel |

|                         |           |                     |
| Rohatsch 16’ Ludwig 70’ | Marcatori | 38’ Bein 60’ Knecht |

| Arbitro: | Kühne |

|                             |           |                     |
| Schulz 21’, 28’ Mießmer 27’ | Marcatori | 5’ Müllner 37’ Hupp |

| Arbitro: | Dellwing |

|                    |           |                                                  |
| Müllner 65’ (rig.) | Marcatori | 38’ (rig.), 82’ Rohrbach 50’ Nußbaumer 79’ Reich |

| Bayreuth 6 dicembre 1980 18ª giornata | Bayreuth | 0 – 0 referto | VfR Bürstadt | Hans-Walter-Wild Stadion (1 500 spett.)\| Arbitro: \| Correll \| |
| Arbitro:                              | Correll  |               |              |                                                                  |

| Arbitro: | Kuhn |

|                      |           |                           |
| Jordan 3’ Müllner 7’ | Marcatori | 2’, 69’ Bulut 42’ Metzler |

#### Girone di ritorno
| Arbitro: | Ross |

|                      |           |           |
| Lasch 22’ Schauß 56’ | Marcatori | 42’ Malek |

| Arbitro: | Huster |

|             |           |             |
| Demange 42’ | Marcatori | 34’ Stetter |

| Arbitro: | Engel |

|           |           |              |
| Walter 9’ | Marcatori | 90’ Oehrlein |

| Arbitro: | Aldinger |

|             |           |                                     |
| Etterich 9’ | Marcatori | 35’, 58’ Jordan 50’ Hupp 70’ Kappes |

| Arbitro: | Glaw |

|                    |           |              |
| Müllner 39’ (rig.) | Marcatori | 84’ Beginski |

| Arbitro: | Eli |

|                                |           |          |
| Reiß 65’ Binder 86’ Birner 90’ | Marcatori | 52’ Frey |

| Arbitro: | Werner |

|                          |           |  |
| Rohatsch 14’ Stetter 64’ | Marcatori |  |

| Arbitro: | Schumann |

|                 |           |                     |
| Jörg 64’ (rig.) | Marcatori | 7’ Kappes 78’ Allig |

| Arbitro: | Joos |

|                |           |           |
| Kappes 9’, 55’ | Marcatori | 70’ Jakob |

| Arbitro: | Ulm |

|  |           |            |
|  | Marcatori | 50’ Kappes |

| Arbitro: | Dölfel |

|                                                 |           |               |
| Malter 15’ (aut.) Hupp 24’ Frey 45’ Stetter 52’ | Marcatori | 59’ Schneider |

| Arbitro: | Wilhelmi |

|                            |           |  |
| Pradt 26’ (rig.) Böhni 71’ | Marcatori |  |

| Arbitro: | Eli |

|                              |           |              |
| Buchwald 50’, 56’ Täuber 69’ | Marcatori | 89’ Rohatsch |

| Arbitro: | Aulenbacher |

|                  |           |                 |
| Lasch 72’ (rig.) | Marcatori | 49’, 89’ Gerber |

| Arbitro: | Dücker |

|                                               |           |             |
| Krause 27’, 67’ Bein 52’, 85’, 89’ Knecht 76’ | Marcatori | 77’ Stetter |

| Arbitro: | Kuhn |

|                                        |           |            |
| Stetter 36’, 54’ Hupp 81’ Rohatsch 89’ | Marcatori | 79’ Kuntze |

| Arbitro: | Gschwender |

|                                              |           |  |
| Szupak 13’ Schneider 74’ Rohrbach 90’ (rig.) | Marcatori |  |

| Arbitro: | Linn |

|          |           |                                       |
| Hupp 53’ | Marcatori | 16’ Besl 40’ Horn 64’ (rig.) Sommerer |

| Arbitro: | Ulm |

|  |           |            |
|  | Marcatori | 84’ Kappes |

### Coppa di Germania
| Arbitro: | Andres |

|                                               |           |          |
| Rohatsch 32’ Frey 95’ Jordan 116’ Ludwig 117’ | Marcatori | 33’ Oehm |

| Arbitro: | Dücker |

|                                                 |           |            |
| Cestonaro 22’, 114’ Westenberger 100’ Best 102’ | Marcatori | 82’ Ludwig |

## Statistiche

### Statistiche di squadra
| Competizione      | Punti | In casa | In casa | In casa | In casa | In casa | In casa | In trasferta | In trasferta | In trasferta | In trasferta | In trasferta | In trasferta | Totale | Totale | Totale | Totale | Totale | Totale | DR  |
| Competizione      | Punti | G       | V       | N       | P       | Gf      | Gs      | G            | V            | N            | P            | Gf           | Gs           | G      | V      | N      | P      | Gf     | Gs     | DR  |
| ----------------- | ----- | ------- | ------- | ------- | ------- | ------- | ------- | ------------ | ------------ | ------------ | ------------ | ------------ | ------------ | ------ | ------ | ------ | ------ | ------ | ------ | --- |
| 2. Bundesliga     | 37    | 19      | 9       | 4       | 6       | 34      | 27      | 19           | 6            | 3            | 10           | 20           | 39           | 38     | 15     | 7      | 16     | 54     | 66     | -12 |
| Coppa di Germania | -     | 1       | 1       | 0       | 0       | 4       | 1       | 1            | 0            | 0            | 1            | 1            | 4            | 2      | 1      | 0      | 1      | 5      | 5      | 0   |
| Totale            | 37    | 20      | 10      | 4       | 6       | 38      | 28      | 20           | 6            | 3            | 11           | 21           | 43           | 40     | 16     | 7      | 17     | 59     | 71     | -12 |

### Andamento in campionato
| Giornata  | 1 | 2 | 3 | 4 | 5 | 6  | 7  | 8  | 9  | 10 | 11 | 12 | 13 | 14 | 15 | 16 | 17 | 18 | 19 | 20 | 21 | 22 | 23 | 24 | 25 | 26 | 27 | 28 | 29 | 30 | 31 | 32 | 33 | 34 | 35 | 36 | 37 | 38 |
| --------- | - | - | - | - | - | -- | -- | -- | -- | -- | -- | -- | -- | -- | -- | -- | -- | -- | -- | -- | -- | -- | -- | -- | -- | -- | -- | -- | -- | -- | -- | -- | -- | -- | -- | -- | -- | -- |
| Luogo     | T | C | T | C | T | C  | T  | C  | T  | C  | T  | C  | C  | T  | C  | T  | C  | T  | C  | C  | T  | C  | T  | C  | T  | C  | T  | C  | T  | C  | T  | T  | C  | T  | C  | T  | C  | T  |
| Risultato | V | V | V | P | P | N  | P  | V  | P  | V  | N  | P  | V  | P  | N  | P  | P  | N  | P  | V  | N  | N  | V  | N  | P  | V  | V  | V  | V  | V  | P  | P  | P  | P  | V  | P  | P  | V  |
| Posizione | 2 | 1 | 1 | 2 | 8 | 10 | 13 | 11 | 11 | 10 | 7  | 10 | 8  | 10 | 11 | 12 | 13 | 13 | 14 | 13 | 13 | 12 | 12 | 11 | 12 | 11 | 11 | 10 | 10 | 9  | 10 | 10 | 11 | 11 | 11 | 11 | 13 | 13 |

Legenda:

Luogo: C = Casa; T = Trasferta. Risultato: V = Vittoria; N = Pareggio; P = Sconfitta.

### Statistiche dei giocatori
| Giocatore   | 2. Bundesliga | 2. Bundesliga | 2. Bundesliga | 2. Bundesliga | Coppa di Germania | Coppa di Germania | Coppa di Germania | Coppa di Germania | Totale   | Totale | Totale      | Totale     |
| Giocatore   | Presenze      | Reti          | Ammonizioni   | Espulsioni    | Presenze          | Reti              | Ammonizioni       | Espulsioni        | Presenze | Reti   | Ammonizioni | Espulsioni |
| ----------- | ------------- | ------------- | ------------- | ------------- | ----------------- | ----------------- | ----------------- | ----------------- | -------- | ------ | ----------- | ---------- |
| M. Allig    | 32            | 1             | 10            | 0             | 2                 | 0                 | 0                 | 0                 | 34       | 1      | 10          | 0          |
| L. Brenner  | 3             | 0             | 1             | 0             | 0                 | 0                 | 0                 | 0                 | 3        | 0      | 1           | 0          |
| R. Dubovina | 12            | 0             | 1             | 0             | 0                 | 0                 | 0                 | 0                 | 12       | 0      | 1           | 0          |
| O. Frey     | 36            | 2             | 2             | 0             | 2                 | 1                 | 0                 | 0                 | 38       | 3      | 2           | 0          |
| R. Grimm    | 31            | 0             | 9             | 0             | 1                 | 0                 | 0                 | 0                 | 32       | 0      | 9           | 0          |
| K. Humm     | 0             | 0             | 0             | 0             | 0                 | 0                 | 0                 | 0                 | 0        | 0      | 0           | 0          |
| E. Hupp     | 33            | 8             | 1             | 0             | 2                 | 0                 | 0                 | 0                 | 35       | 8      | 1           | 0          |
| H. Jordan   | 26            | 3             | 2             | 0             | 2                 | 1                 | 0                 | 0                 | 28       | 4      | 2           | 0          |
| R. Kappes   | 25            | 6             | 4             | 0             | 2                 | 0                 | 1                 | 0                 | 27       | 6      | 5           | 0          |
| U. Lasch    | 18            | 2             | 2             | 0             | 0                 | 0                 | 0                 | 0                 | 18       | 2      | 2           | 0          |
| F. Ludwig   | 32            | 1             | 6             | 0             | 2                 | 2                 | 0                 | 0                 | 34       | 3      | 6           | 0          |
| P. Löhr     | 17            | 1             | 3             | 0             | 2                 | 0                 | 0                 | 0                 | 19       | 1      | 3           | 0          |
| G. Müllner  | 38            | 8             | 3             | 0             | 2                 | 0                 | 0                 | 0                 | 40       | 8      | 3           | 0          |
| W. Reuter   | 28            | 0             | 3             | 0             | 1                 | 0                 | 0                 | 0                 | 29       | 0      | 3           | 0          |
| G. Rohatsch | 25            | 6             | 1             | 0             | 1                 | 1                 | 0                 | 0                 | 26       | 7      | 1           | 0          |
| N. Sauer    | 15            | 0             | 0             | 0             | 0                 | 0                 | 0                 | 0                 | 15       | 0      | 0           | 0          |
| H. Schauß   | 33            | 2             | 1             | 0             | 2                 | 0                 | 0                 | 0                 | 35       | 2      | 1           | 0          |
| E. Schmiedl | 0             | 0             | 0             | 0             | 0                 | 0                 | 0                 | 0                 | 0        | 0      | 0           | 0          |
| J. Stars    | 25            | 0             | 0             | 0             | 2                 | 0                 | 0                 | 0                 | 27       | 0      | 0           | 0          |
| G. Stetter  | 31            | 8             | 2             | 0             | 1                 | 0                 | 0                 | 0                 | 32       | 8      | 2           | 0          |
| M. Vetter   | 9             | 1             | 0             | 0             | 2                 | 0                 | 0                 | 0                 | 11       | 1      | 0           | 0          |
| K. Walter   | 15            | 4             | 1             | 0             | 0                 | 0                 | 0                 | 0                 | 15       | 4      | 1           | 0          |